# Bassa de l'Orri de la Vinyola
La Bassa de l'Orri de la Vinyola és un llac d'origen glacial dels Pirineus, del terme comunal de Portè, de l'Alta Cerdanya, a la Catalunya del Nord.
És a a la vall del Rec de l'Orri, a la zona occidental del terme de Portè, a la part superior de l'Estació d'esquí de Portè - Pimorent. És al nord-est, força lluny i molt més avall, de l'Estany de l'Orri de la Vinyola, tot i que comparteixen curs d'aigua.
Aquest estany és molt concorregut per les rutes excursionistes que recorren els Pirineus de la zona oriental d'Andorra i occidental de la Cerdanya.